# 中华人民共和国民营经济促进法
中华人民共和国民营经济促进法是中华人民共和国关于促进民营经济发展的法律，于2025年5月20日起正式实施。
2023年3月7日，全国工商联向全国政协十四届一次会议提交了《关于制定民营经济促进法的提案》，提出地位平等、公平竞争、保护权益等九条建议，建议启动《民营经济促进法》立法进程。不过，在预计进行审议的第十四届全国人民代表大会第三次会议中，该法并未包含在议程中，引发关注。但最終該法於2025年4月30日的十四届全国人大常委会第十五次会议上表决通过。
2025年8月8日，最高人民法院发布《关于贯彻落实〈中华人民共和国民营经济促进法〉的指导意见》，提出细化裁判规则。

## 背景

### 地方政府与民营企业之间关系紧张
地方政府“远洋捕捞”、“以刑化债”等趋利性执法等违法行为受到官方和社会各界的重视。
2024年4月，互联网上流出的《广东省情内参》披露，近年来，广州、深圳、东莞等珠三角发达地市已成为异地执法的高发地，众多民营企业因此蒙受巨大损失，以广州市为例，自2023年以来，近万家企业遭遇了异地执法。
2020年4月，义乌给异地执法的全国同行写了《办案提醒函》，除普及外贸常识外，还警告如果过度执法、选择性执法，将不予支持，并报上级部门；2024年8月，浙江杭州九堡派出所贴出通告规定：“如发现杭州市以外的公安机关，在没有九堡派出所或上城区公安分局民警陪同下存在非法入企办案行为，应立即报警并拍照取证。”11月，“两警察私带警用装备跨省抓人索财”登上微博热搜。
2024年9月，中共中央政治局召开会议分析研究当前经济形势和经济工作，提及要帮助企业渡过难关，进一步规范涉企执法、监管行为；出台民营经济促进法，为非公有制经济发展营造良好环境。

### 两个毫不动摇
第一次将坚持“两个毫不动摇”写入法律；第一次将促进“两个健康”写入法律。

## 立法经过

### 起草过程
- 2024年2月21日，司法部、国家发展改革委、全国人大常委会法工委共同组织召开民营经济促进法立法座谈会。会上首次明确，民营经济促进法起草工作已经启动，强调坚持“两个毫不动摇”，加快制定民营经济促进法。[15][16]
- 2024年2月23日，民建中央在全国两会提案通气会上表示，拟向全国政协十四届二次会议提交《关于尽快出台<民营经济促进法>的提案》[17]，针对民营企业在经营范围、市场准入、公平竞争等方面存在不少限制和壁垒，建议全国人大常委会将《民营经济促进法》作为重大立法、应急立法列入2024年度立法计划，并争取在2024-2025年正式制定出台。[18][19]
- 2024年4月16日，第十四届全国人民代表大会常务委员会第23次委员长会议（常委会第九次会议）审议通过《全国人大常委会2024年度立法工作计划》，《民营经济促进法草案》被列为“预备审议项目”，将在当年提请常委会一审。[20]
- 2024年5月6日，中华人民共和国国务院将《民营经济促进法草案》列入《国务院2024年度立法工作计划》，提请全国人大常委会审议，正式启动人大常委会立法程序。[21]
- 2024年7月，中共二十届三中全会明确要求，制定民营经济促进法；2024年12月，中央经济工作会议提出，出台民营经济促进法。[22]
- 2024年10月10日，司法部、国家发展改革委公布《民营经济促进法（草案征求意见稿）》，共9章77条，10月10日-11月8日向社会公开征求意见。[23]

### 人大常委会审议
- 2024年12月13日，第十四届全国人大常委会第35次委员长会议审议国务院关于提请审议民营经济促进法草案的议案。
- 2024年12月21日，第十四届全国人大常委会第十三次会议一次审议《中华人民共和国民营经济促进法（草案）》，一审稿新增第48条“登记机关应当为包括民营经济组织在内的各类经济组织提供依法合规、规范统一、公开透明、便捷高效的设立、变更、注销等登记服务，降低经营主体市场进入和退出成本。”并于2024年12月25日-2025年1月23日公布并征求意见。[24][25]
- 2025年2月24日，第十四届全国人大常委会第十四次会议第一次全体会议听取了全国人大宪法和法律委员会主任委员信春鹰作的关于民营经济促进法草案修改情况的汇报[26]。常委会第38次委员长会议二次审议《中华人民共和国民营经济促进法（草案征求意见稿）》，二审稿新增多项规定。[27][28]委员长赵乐际2月25日结束常委会第十四次会议上讲话中强调制定民营经济促进法是党中央确定的重大立法任务。

按照惯例，一部新的法律草案一般不在连续两次全国人大常委会会议上审议，光明日报以<各方面建议尽快审议出台>为小标题报道，被认为作为2024年中央经济工作会议提出的标志性改革举措之一，立法进程之快，体现了其意义重大，且共识强烈。

### 第十四届全国人民代表大会第三次会议时期
- 清华金融评论[32]、中国发展改革报社[33]等在3月初详细介绍分析了二审。
- 3月4日娄勤俭在第十四届全国人民代表大会第三次会议新闻发布会上[34]表示民营经济促进法（草案）由国务院提请全国人大常委会初次审议，上个月进行再次审议。一审后，草案在中国人大网公布，征求社会公众意见。全国人大有关专门委员会和工作委员会还通过座谈、调研等方式听取包括民营企业在内的各方面意见。“下一步，我们将根据常委会继续审议情况和各方面的意见建议，认真做好草案修改完善工作，推动法律尽快出台。”
- 3月5日，国务院总理李强在2025年政府工作报告中唯一点名提及“提请全国人大常委会审议民营经济促进法草案，改善民营经济发展环境”。在同期进行的第十四届全国人民代表大会第三次会议中，该法并未包含在议程中。[3]
- 国务院副总理丁薛祥在博鳌亚洲论坛2025年年会开幕式主旨演讲[35]上提及“中国民营经济促进法正在加快推进立法进程，民营经济发展将迎来更好法治环境。”[36]
- 4月18日，第十四届全国人大常委会第42次委员长会议建议常委会第十五次会议设置议程包括审议民营经济促进法草案。
- 4月27日，第十四届全国人大常委会第十五次会议第一次全体会议听取了全国人大宪法和法律委员会主任委员信春鹰作的关于民营经济促进法草案审议结果的报告[37]。4月28日，第十四届全国人大常委会第43次委员长会议（常委会第十五次会议）听取全国人大宪法和法律委员会副主任委员沈春耀作的关于民营经济促进法草案修改意见的汇报。4月30日，第十四届全国人大常委会第44次委员长会议听取全国人大宪法和法律委员会副主任委员沈春耀作的关于民营经济促进法草案修改稿审议情况的汇报；同日第十四届全国人大常委会第十五次会议通过民营经济促进法。委员长赵乐际4月30日结束常委会第十五次会议上讲话的新华社通稿[38]中强调明确“平等对待、公平竞争、同等保护、共同发展”的原则。

## 主要内容
该法规定：民营经济组织与其他各类经济组织享有平等的法律地位；国家实行全国统一的市场准入负面清单制度，保障民营经济组织公平参与市场竞争；民营经济组织及其经营者应当拥护中国共产党的领导，坚持中国特色社会主义制度。
共包含总则、公平竞争、投资融资促进、科技创新、规范经营、服务保障、权益保护、法律责任、附则九个章节。
草案二审稿包括进一步体现党中央关于构建高水平社会主义市场经济体制、优化民营经济发展环境等要求；增加规定国务院和县级以上地方人民政府定期向本级人大常委会报告促进民营经济发展情况；进一步充实完善法治保障相关内容；增加相关规定发挥行业协会商会在促进民营经济发展中的作用等。
根据立法法的规定，与经营主体生产经营活动密切相关的法律、法规、规章和其他规范性文件，属于审判、检察工作中具体应用法律的解释，不溯及既往，但为了更好地保护公民、法人和其他组织的权利和利益而作的特别规定除外。其二，针对同一检查对象的多个检查事项，应当尽可能合并或者纳入跨部门联合检查范围。其三，任何单位不得违反法律、法规向民营经济组织收取费用，不得实施没有法律、法规依据的罚款，不得向民营经济组织摊派财物。
草案二审稿还增加规定：国务院和县级以上地方人民政府定期向本级人民代表大会常务委员会报告促进民营经济发展情况。有关行业协会商会依照法律、法规和章程，发挥协调和自律作用，及时反映行业诉求，为民营经济组织及其经营者提供信息咨询、宣传培训、市场拓展、权益保护、纠纷处理等方面的服务。
草案三审稿进一步充实支持民营经济发展相关举措，进一步规范执法行为，加强劳动者合法权益保护，优化民营经济健康发展、高质量发展的法治环境。

## 评价和争议
新华社认为，民营经济促进法的出台，将有望进一步优化稳定、公平、透明、可预期的民营经济发展环境；同时，该法还支持民营企业参与国家科技攻关项目，为国家的科技发展亦提供了重要支撑。
聂辉华教授接受《北京青年报》专访时表示，该法律（草案）最重要的是在法律上提高了民营企业的地位。其汇集了已有的关于民营经济保护的条款、规则、法条，能够集中体现对民营企业的保护，具有宣示性功能；同时作为法条普遍比较抽象，有待实施细则出台使它变得具体化，进而具有可操作性，否则很多条款可能会难以落到实处。
不过，也有经济学者和民营企业经营者提出疑议，认为该法对于侵权行为仍未有具体罚则措施，其能否“落地执行”仍有待进一步观察。

## 外部連結
- 民营经济促进法立法（2024年12月-）_中国人大网